# Antitussivi

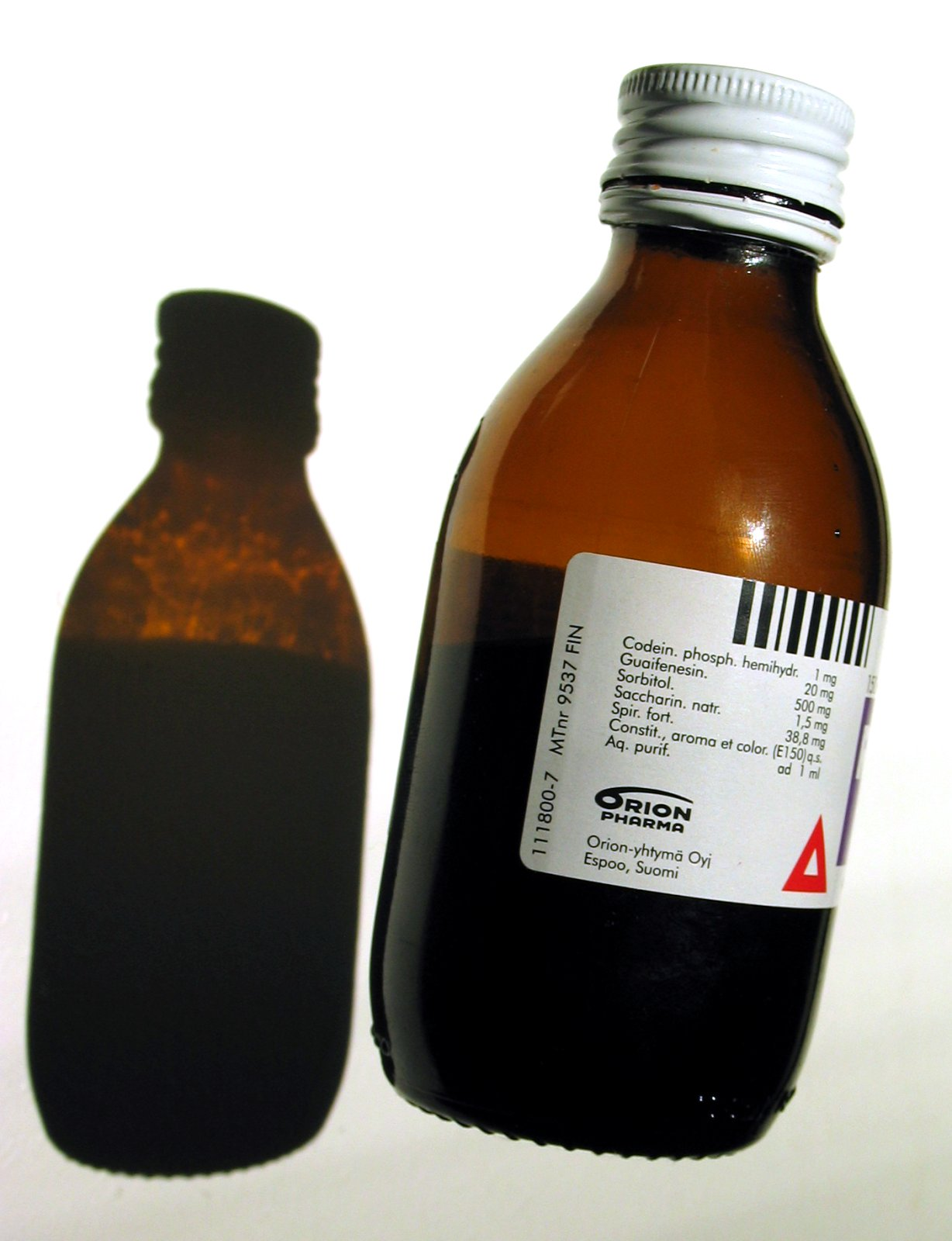
Farmaci antitussivi

I farmaci antitussivi (detti anche antibechici o sedativi della tosse) sono farmaci usati per il trattamento sintomatico della tosse. Vengono usati per tosse:
- con causa nota che non può essere eradicata (es. carcinoma del polmone inoperabile)
- che non passa nonostante la causa nota (es. virus o fumo di sigaretta) sia stata eliminata (es. con farmaci antivirali o con l'astinenza dal fumo)
- idiopatica (ovvero senza una causa o con causa sconosciuta)
- che non svolga nessuna utilità per l'organismo ovvero in caso di tosse secca

Il meccanismo d'azione per molti di questi farmaci è incerto anche perché non sono chiari i meccanismi stessi della tosse.

## Antitussivi ad azione centrale
Sono i più usati e i più potenti. Inibiscono il centro della tosse riducendo il riflesso scatenante la tosse. Suddivisibili in 3 gruppi: non oppioidi, oppioidi, e derivati chimici oppioidei con scarsa azione analgesica.

### Oppioidi
- Codeina: fra gli antitussivi centrali è l'unico che richiede la prescrizione medica. Generalmente gli oppioidi hanno effetto antitussivo, ma è scelta tra essi la codeina in quanto rispetto agli altri ha minori effetti avversi che caratterizzano gli oppioidi. È il più potente agente antitussivo noto, tanto che è usato per confrontare l'effetto antitussivo di nuovi farmaci antibechici sperimentali.

### Non oppioidi
Questo gruppo è rappresentato essenzialmente dagli antistaminici anti-H1. Per esempio il butamirato (Sinecod tosse sedativo) e la cloperastina.

### Derivati chimici oppioidei con scarsa azione analgesica
Alle dosi con le quali vengono usati come antitussivi, l'azione antalgica/sedativa è molto scarsa:
- Destrometorfano: è l'isomero D del metorfano, un derivato della codeina. Al contrario dell'isomero L non ha attività analgesica né causa dipendenza psicologica. È un po' meno potente in termini antitussivi e costipanti rispetto alla codeina. Agisce sul centro della tosse ma la farmacodinamica è oscura. Si sa solo che è antagonista di recettori NMDA del glutammato e non si può escludere che l'effetto antibechico sia dovuto all'azione a livello spinale ed encefalico su questi recettori.
- Folcodina: derivato per espansione strutturale della morfina ma con nessuna attività oppioide. È leggermente meno potente della codeina.

## Antitussivi ad azione periferica
Non sono altro che anestetici locali ovvero farmaci che bloccano i canali al sodio neuronali. Riducono eccitabilità, conduzione nervosa e quindi aumentano soglia della tosse a livello periferico. Danno tachifilassi e sono richieste dosi sempre maggiori col passare del tempo.

Somministrati per os:
- benzonatato: estere dell'acido para-amminobenzoico come procaina ma con una lunga catena poliglicolica.
- dropropizina (Ribex tosse): derivato fenilpiperazinico. Si usa spesso solo l'enantiomero attivo la Levodropropizina.

Somministrati per via aerosolica: 
- lidocaina e congeneri.

## Tosse grassa e mucolitici
La tosse che si presenta in polmoni ricchi di muco è definita secretiva o produttiva o grassa ed è utile per l'espettoramento del muco. Non vengono usati i farmaci antitussivi in quanto la sedazione porterebbe al ristagno di muco nell'albero respiratorio con gravi complicazioni. 
 La tosse, in questo caso, è utile per l'espettormanento del muco e vengono usati farmaci definiti broncomucotropici. Tra i broncomucotropici la classe principale è quella dei mucolitici che, come dice il nome, modificano le caratteristiche reologiche del muco, fluidificandolo e consentendone l'espulsione tramite tosse e clearance mucociliare.
Sono divisibili in:
- derivati della cisteina. Riducono i ponti disolfuro delle mucoproteine. Acetilcisteina (Fluimucil), carbocisteina (Lysomucil), erdosteina (questa ha una struttura un po' più complessa ma può essere considerato più o meno un derivato della cisteina).
- derivati del 2,4-dibromo-anilina. Il meccanismo d'azione è meno chiaro di quello dei derivati cisteinici. Esponenti di questo gruppo sono la bromexina (Bisolvon) e ambroxolo (Fluibron), un metabolita della bromexina.